# Línea del perreo
«Línea del perreo» es una canción de la cantante mexicana Yeri Mua, el cantante chileno El Jordan 23 y el productor mexicano Uzielito Mix. El sencillo fue lanzado el 11 de diciembre de 2023. La canción fue coescrita por Yeri Mua y El Jordan 23, junto con su productor, Uzielito Mix.
Esta colaboración internacional fue un hito en la carrera de Yeri Mua, siendo la primera vez que trabajaba con un artista extranjero. «Línea del perreo» logró llegar a tres millones de reproducciones en YouTube en menos de cinco horas, convirtiéndose en un éxito inmediato.
El sencillo es el segundo gran éxito de Yeri Mua, con más de 99 millones de reproducciones en el video musical y 84 millones de reproducciones en Spotify.[cita requerida]

## Lanzamiento
En noviembre de 2023, la cantante e influencer anunció a través de TikTok que estaba trabajando en una colaboración internacional con un artista chileno. Mencionó que la colaboración podría ser con El Jordan 23, Cris Mj o Ryan Castro, generando gran expectativa entre sus seguidores.
Poco después, la canción se filtró en X, lo que permitió confirmar que la colaboración sería con El Jordan 23. Finalmente, el sencillo fue lanzado el 11 de diciembre, cumpliendo con la expectativa generada en torno a esta colaboración musical.

### Promoción
Mediante un streaming en TikTok mencionó que el sencillo pertenecería al Tour Chupón, el cual estaba diseñado para promocionar intensamente sus tres últimos sencillos: «Chupón», «Con to'» y «Línea del perreo». En su transmisión, explicó que esta gira no solo serviría para interpretar en vivo estas canciones, sino también para conectarse más de cerca con sus seguidores y ofrecer una experiencia musical completa. La cantante detalló cómo cada uno de estos temas representa una fase distinta de su evolución artística y cómo han sido recibidos por su audiencia. Además, enfatizó que el Tour Chupón incluiría presentaciones en diversas ciudades y escenarios, asegurando que los fans de diferentes lugares tuvieran la oportunidad de disfrutar de su música en directo.

## Posicionamiento en listas
| Listas (2023)                | Posición más alta | Ref.          |
| ---------------------------- | ----------------- | ------------- |
| México                       | 16                | [ 11 ] [ 12 ] |
| Argentina                    | 3                 | [ 12 ]        |
| Colombia                     | 2                 | [ 12 ]        |
| YouTube World Trending Lists | 1                 | [ 12 ]        |
| Perú                         | 121               | [ 13 ] [ 14 ] |
| México                       | 29                | [ 13 ]        |
| Chile                        | 6                 | [ 13 ]        |

## Historial de lanzamientos
| País   | Fecha                   | Formato(s)       | Discográfica  |
| ------ | ----------------------- | ---------------- | ------------- |
| Varios | 11 de diciembre de 2023 | Descarga digital | Candela Music |